# 坂本拓己
坂本拓己（日语：／，2004年7月6日—）是一名出生於日本北海道奥尻郡奥尻町的職業棒球選手，效力於日本職棒東京養樂多燕子，主要守備位置為投手。

## 個人情報

### 背號
- 56（2023年－）

## 外部連結
- 坂本拓己在日本職棒（英语）